# Take Me Away (Twenty 4 Seven-dal)
A Take Me Away című dal a holland eurodance csapat Twenty 4 Seven 3. kimásolt kislemeze a Slave to the Music című stúdióalbumról. Az album korábbi kislemezeivel ellentétben a dalban nincs rapbetét. A kislemez az európai slágerlistákon volt helyezett, így Izlandon, és Spanyolországban Top 10-es helyezést ért el. Dániában, és Finnországban, valamint Németországban, és Hollandiában Top 20-as sláger lett. Az Eurochart Hot 100-on a 25. volt. Az Egyesült Államokban nem került fel slágerlistára. Ott csupán a Leave Them Alone és a Slave to the Music ért el kisebb helyezést.
A dalhoz készült videót Fernando Garcia rendezte, és Észak-Afrikában, Johannesburgban, Durbanban, és Cape Townban forgatták.

## Számlista
| Vinyl 7" (Németország) - ZYX Music 1. "Take Me Away" (Single Mix) — 3:36 2. "Take Me Away" (E&M Club Mix) — 5:00 Vinyl 12" (Németország) - ZYX Music 1. "Take Me Away" (Single Mix) — 3:36 2. "Take Me Away" (RVR Long Version) — 5:44 3. "Is It Love" (Ferry & Garnefski Club Mix) — 5:53 4. "Take Me Away" (E&M Club Mix) — 5:00 Vinyl 12" (Hollandia) - Indisc 1. "Take Me Away" (Single Mix) — 3:36 2. "Take Me Away" (RVR Long Version) — 5:44 3. "Is It Love" (Ferry & Garnefski Club Mix) — 5:53 4. "Take Me Away" (E&M Club Mix) — 5:00 CD single (Ausztrália) - Possum 1. "Take Me Away" (Single Mix) — 3:36 2. "Take Me Away" (E&M Club Mix) — 5:00 3. "Is It Love" (Ferry & Garnefski Club Mix) — 5:53 4. "Take Me Away" (RVR Long Version) — 5:44 | CD single (Hollandia) - Indisc 1. "Take Me Away" (Single Mix) — 3:36 2. "Take Me Away" (E&M Club Mix) — 5:00 CD maxi (Hollandia) - Indisc 1. "Take Me Away" (Single Mix) — 3:36 2. "Take Me Away" (E&M Club Mix) — 5:00 3. "Is It Love" (Ferry & Garnefski Club Mix) — 5:53 4. "Take Me Away" (RVR Long Version) — 5:44 CD maxi (Németország) - ZYX Music 1. "Take Me Away" (Single Mix) — 3:36 2. "Take Me Away" (E&M Club Mix) — 5:00 3. "Is It Love" (Ferry & Garnefski Club Mix) — 5:53 4. "Take Me Away" (RVR Long Version) — 5:44 |

## Slágerlista
| Slágerlista (1994)                                                                    | Legjobb helyezés |
| ------------------------------------------------------------------------------------- | ---------------- |
| Ausztrália (ARIA)                                                                     | 52               |
| Ausztria (Ö3 Austria Top 40)                                                          | 28               |
| Belgium (Ultratop 50 Flanders)                                                        | 21               |
| Dánia (IFPI)                                                                          | 16               |
| Európa (European Hot 100 Singles)                                                     | 25               |
| Finnország (Suomen virallinen lista)                                                  | 20               |
| Németország (Official German Charts)                                                  | 14               |
| Izland (Íslenski Listinn Topp 40)                                                     | 10               |
| Hollandia (Dutch Top 40) Archiválva 2016. március 29-i dátummal a Wayback Machine-ben | 12               |
| Hollandia (Single Top 100)                                                            | 11               |
| Spanyolország (ALEF MB)                                                               | 10               |
| Svájc (Schweizer Hitparade)                                                           | 41               |
| Svédország (Sverigetopplistan)                                                        | 23               |

| Slágerlista (1994)                  | Helyezés |
| ----------------------------------- | -------- |
| Ausztria (Ö3 Austria Top 40)        | 28       |
| Belgium (VRT Top 30 Flanders)       | 36       |
| Európa (European Hot 100 Singles)   | 74       |
| Németország(Official German Charts) | 83       |
| Hollandia (Dutch Top 40)            | 79       |
| Hollandia (Single Top 100)          | 84       |
| Svédország (Sverigetopplistan)      | 39       |
| Svájc (Schweizer Hitparade)         | 43       |